# 김대웅 (연출가)
김대웅은 대한민국의 영화 감독이자 텔레비전 드라마 연출이다.

## 작품

### 영화
- 2009년 《월세와 보증금》
- 2011년 《괜찮아요》
- 2018년 《레슬러》[1]

### 드라마
- 2021년 카카오TV 《오늘부터 엔진 ON》[1]
- 2023년 MBC 수요드라마 《오늘도 사랑스럽개》[1]

## 외부
- 김대웅 - 한국영화 데이터베이스